# Alpensia Jumping Park
Der Alpensia Jumping Park ist eine Skisprungschanzenanlage in Pyeongchang (Südkorea).

## Geschichte
Von Juli 2006 bis Frühjahr 2009 wurden in Pyeongchang fünf Mattenschanzen – K 15, K 35, K 60, K 98 und K 125 gebaut. Das 1 Mrd. Euro teure Erholungs- und Wintersportzentrum hat den Namen Alpensia. Anfang September 2009 wurden die Schanzen mit einem Continental-Cup-Springen eröffnet. Wettkämpfe der Olympischen Winterspiele 2018 und der Olympischen Jugend-Winterspiele 2024 fanden auf den Schanzen statt.

## Schanzenrekord
Entwicklung des Schanzenrekordes auf der Großschanze:
| Datum         | Name                               | Weite   |
| ------------- | ---------------------------------- | ------- |
| 4. Sept. 2009 | Erik Simon, COC                    | 133,0 m |
| 4. Feb. 2017  | Mario Seidl, NoKo                  | 136,0 m |
| 5. Feb. 2017  | Tim Hug, NoKo                      | 137,0 m |
| 15. Feb. 2017 | Stephan Leyhe und Anže Lanišek, WC | 139,5 m |
| 16. Feb. 2018 | Ryōyū Kobayashi, OWG               | 143,5 m |

## Internationale Wettbewerbe
In den Jahren 2009 und 2011 fanden jeweils zwei Wettbewerbe des Continental Cups statt. Im Februar 2017 fanden als Pre-Event für die Olympischen Winterspiele 2018 je zwei Weltcupspringen der Damen und Herren im Alpensia Jumping Park statt. Dabei war ursprünglich geplant, dass beide Damenspringen auf der Normalschanze und beide Herrenspringen von der Großschanze aus gesprungen werden. Aufgrund starker Winde wurde das zweite Herrenspringen aber wie die beiden Springen der Damen auf der Normalschanze ausgetragen. Dabei stellte der Österreicher Stefan Kraft am 16. Februar 2017 mit 113,5 Metern einen neuen Weitenrekord für die Normalschanze auf, nachdem am Tag zuvor der Deutsche Stephan Leyhe und der Slowene Anže Lanišek mit jeweils 139,5 Metern eine neue Bestweite für die Großschanze erreicht hatten.
Genannt werden alle von der FIS organisierten Sprungwettbewerbe.
| Datum              | Kategorie               | Schanze | 1. Platz                                                                          | 2. Platz                                                               | 3. Platz                                              |
| ------------------ | ----------------------- | ------- | --------------------------------------------------------------------------------- | ---------------------------------------------------------------------- | ----------------------------------------------------- |
| 3. September 2009  | Continental Cup         | HS109   | Stefan Hula                                                                       | Kim Hyun-ki                                                            | Jurij Tepeš                                           |
| 5. September 2009  | Continental Cup         | HS140   | Kim Hyun-ki                                                                       | Dawid Kubacki                                                          | Stefan Hula                                           |
| 12. Januar 2011    | Continental Cup         | HS140   | Matjaž Pungertar                                                                  | Julian Musiol Rok Zima                                                 |                                                       |
| 13. Januar 2011    | Continental Cup         | HS140   | Matjaž Pungertar                                                                  | Rok Zima                                                               | Robert Hrgota                                         |
| 23. Januar 2016    | FIS Cup                 | HS109   | Choi Heung-chul                                                                   | Choi Seou                                                              | Rok Justin                                            |
| 24. Januar 2016    | FIS Cup                 | HS109   | Rok Justin                                                                        | Yūya Yamada                                                            | Takehiro Nagai                                        |
| 15. Februar 2017   | Weltcup                 | HS109   | Yūki Itō                                                                          | Sara Takanashi                                                         | Ema Klinec                                            |
| 15. Februar 2017   | Weltcup                 | HS140   | Stefan Kraft                                                                      | Andreas Wellinger                                                      | Kamil Stoch                                           |
| 16. Februar 2017   | Weltcup                 | HS109   | Sara Takanashi                                                                    | Yūki Itō                                                               | Maren Lundby                                          |
| 16. Februar 2017   | Weltcup                 | HS109   | Maciej Kot                                                                        | Stefan Kraft                                                           | Andreas Wellinger                                     |
| 10. Februar 2018   | Olympische Winterspiele | HS109   | Andreas Wellinger                                                                 | Johann André Forfang                                                   | Robert Johansson                                      |
| 12. Februar 2018   | Olympische Winterspiele | HS109   | Maren Lundby                                                                      | Katharina Althaus                                                      | Sara Takanashi                                        |
| 17. Februar 2018   | Olympische Winterspiele | HS142   | Kamil Stoch                                                                       | Andreas Wellinger                                                      | Robert Johansson                                      |
| 19. Februar 2018   | Olympische Winterspiele | HS142   | NorwegenDaniel-André Tande Andreas Stjernen Johann André Forfang Robert Johansson | DeutschlandKarl Geiger Stephan Leyhe Richard Freitag Andreas Wellinger | PolenMaciej Kot Stefan Hula Dawid Kubacki Kamil Stoch |
| 17. August 2019    | FIS Cup                 | HS109   | Tim Fuchs                                                                         | Choi Heung-chul                                                        | Shinnosuke Fujita                                     |
| 18. August 2019    | FIS Cup                 | HS109   | Ren Nikaidō                                                                       | Choi Seou                                                              | Shinnosuke Fujita                                     |
| 12. September 2020 | FIS Cup                 | HS109   | Wettkampf wegen der COVID-19-Pandemie abgesagt                                    | Wettkampf wegen der COVID-19-Pandemie abgesagt                         | Wettkampf wegen der COVID-19-Pandemie abgesagt        |
| 13. September 2020 | FIS Cup                 | HS109   | Wettkampf wegen der COVID-19-Pandemie abgesagt                                    | Wettkampf wegen der COVID-19-Pandemie abgesagt                         | Wettkampf wegen der COVID-19-Pandemie abgesagt        |
| 25. September 2021 | FIS Cup                 | HS109   | Wettkampf wegen der COVID-19-Pandemie abgesagt                                    | Wettkampf wegen der COVID-19-Pandemie abgesagt                         | Wettkampf wegen der COVID-19-Pandemie abgesagt        |
| 26. September 2021 | FIS Cup                 | HS109   | Wettkampf wegen der COVID-19-Pandemie abgesagt                                    | Wettkampf wegen der COVID-19-Pandemie abgesagt                         | Wettkampf wegen der COVID-19-Pandemie abgesagt        |

## Weitere Nutzung
Die Zuschauertribünen am Ende der Schanze können für Fußballspiele genutzt werden. Der südkoreanische Erstligist Gangwon FC nutzte von 2016 bis 2017 den unteren Teil der Schanze für seine Heimspiele.

## Galerie

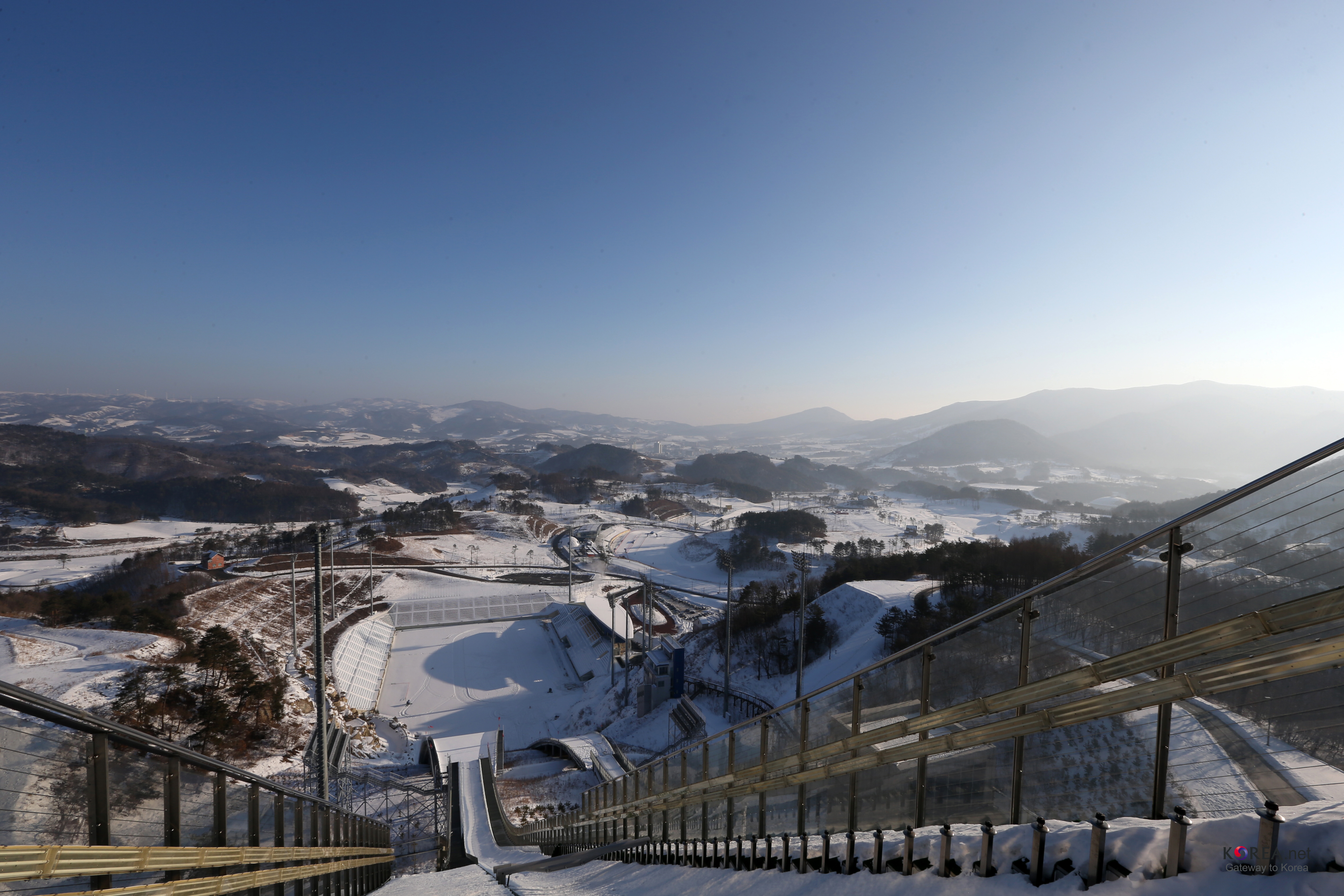
Blick von der Schanze auf die Zuschauertribünen